# 金线河
金线河是一条发源于肥城市西北部石横镇附近的河流，自北向南流，是汇河的一条支流，在东平县接山镇北部遂城一带汇入汇河。

## 相关河流
- 西金线河
- 东金线河
- 汇河
- 大清河